# Kazem al-Haeri
Kazem al-Haeri (arabiska: كاظم الحائري), även känd som Kadhim al-Haeri, är en marja' al-taqlid och ayatolla med irakiskt ursprung som bor i Qom, Iran, men som tidigare varit aktiv i Irak som politisk aktivist associerad till Islamiska Dawapartiet. Han har tidigare varit allierad med politikern Muqtada al-Sadr, men är det inte längre. al-Haeri har alltid varit lojal till wilayat al-faqih och han främjar ayatolla Khameneis ledarskap.